# LORAN

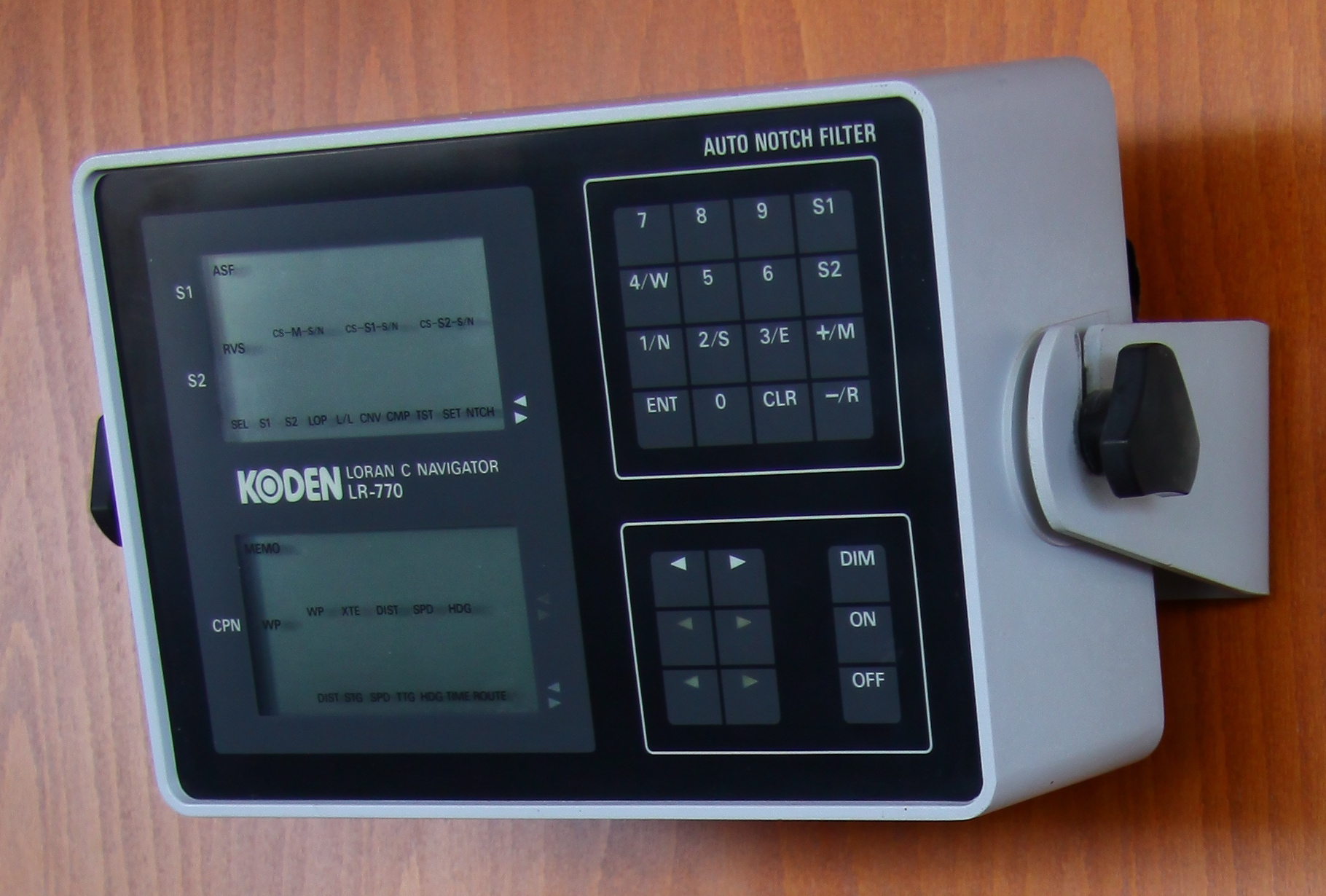
A LORAN-C receiver for use on merchant ships

LORAN (LOng RAnge Navigation) là hệ thống định vị mặt đất sử dụng nhiều máy phát sóng radio kết hợp để xác định vị trí và vận tốc của máy thu (tức chủ thể cần định vị:máy bay, tàu…)
Phiên bản mới nhất của LORAN được sử dụng là LORAN-C, phiên bản sử dụng dải sóng hẹp từ 90 đến 110 Khz. Rất nhiều quốc gia sử dụng hệ thống này bao gồm Hoa Kỳ, Nhật Bản, và một số quốc gia châu Âu. Nga sử dụng hệ thống tương tự trong cùng giải tần gọi là CHAIKA.
LORAN sử đang ngày càng trở nên ít sử dụng mà thay vào đó là hệ thống định vị toàn cầu GPS. Tuy nhiên đã có những cố gắng làm cho LORAN trở nên tốt hơn và phổ biến hơn phần lớn để phục vụ như việc trợ giúp, và thay thế hệ thống GPS và các hệ thống định vị vệ tinh khác (GNSS) ở trên mặt đất.
Phiên bản LORAN hiện tại hiện đang bị loại bỏ dần ở Hoa Kỳ và Canada. Tổ chức cảnh báo bờ biển Hoa Kỳ USCG và Canada (CCG) đã dừng phát tín hiệu LORAN-C (CHAIKA) năm 2010.

## Lịch sử
LORAN là một sự phát triển, cải tiến công nghệ của Mĩ dựa trên hệ thống định vị bằng radio của Anh GEE, cái mà đã được sử dụng sớm trong chiến tranh thế giới thứ 2. Trong khi cự li của GEE là 400 dặm (644 km), thì LORAN từ đầu đã có cự li là 1200 dặm (1930 km). Từ đầu nó được biết đến với cái tên LRN (Loomis Radio Navigation), sau khi Alfred Lê Loomis phát minh ra hệ thống có cự li xa hơn và đóng vai trò chính tại nghiên cứu quân sự trong suốt chiến tranh thế giới thứ 2, nhưng sau đó được đổi tên cách viết tắt để miêu tả đúng hơn. Hệ thống LORAN được xây dựng trong chiến tranh thế giới thứ 2 sau sự phát triển tại đại học công nghệ Masachusetts phòng thí nghiệm rada và được sử dụng rộng rãi bởi quân đội Hoa Kỳ và quân đội Hoàng gia. RAF chỉ sử dụng LORAN trong những cuộc đột kích ngoài vùng GEE
Tháng 11 năm 2009, tổ chức cảnh báo bờ biển Hoa Kỳ USCG thông báo rằng LORAN-C không cần thiết cho việc định vị hằng hải nữa. Quyết định này bỏ lại số phận của LORAN và eLORAN cho bộ trưởng bộ an ninh nội địa Hoa Kỳ. Một vài diễn biến tiếp sau đó đã chấm dứt việc sử dụng tín hiệu LORAN-C trên toàn lãnh thổ Hoa Kỳ vào 8 tháng 2 năm 2010. Vào 1 tháng 8 năm 2010 thì chấm dứt tại vùng Nga-Mĩ, đến 3 tháng 8 năm 2010 thì dừng tại Canada.

## Nguyên lý

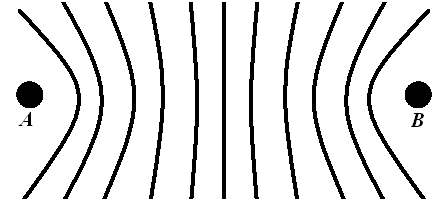
A crude diagram of the LORAN principle - the difference between the time of reception of synchronized signals from radio stations A and B is constant along each hyperbolic curve; when demarcated on a map, such curves are known as "TD lines"

Nguyên tắc định vị của LORAN dựa trên sự sai lệch về thời gian của hai tín hiệu nhận được của hai đài phát khác nhau. Với một khoảng thời gian sai lệch không đổi thì vị trí máy thu thể sẽ nằm trên một hyperbol (LOP) với hai tiêu cự là hai đài phát. 
Vị trí của hai đài phát đã được biết trước, vị trí của máy thu sẽ được xác định tại một điểm nào đó trên một đường hyperbol tùy thuộc vào sự khác nhau về thời gian của hai tín hiệu. Trong điều kiện lý tưởng, hiệu thời gian này sẽ cho biết chính xác hiệu khoảng cách của máy thu đến hai máy phát.
Chỉ với hai máy phát không thể xác định được chính xác vị trí của máy thu, vị trí của máy thu có thể ở bất kì điểm nào trên hyperbol. Cần phải có them một máy phát nữa để có thêm một hyperbol khác. Giao điểm của hai hyperbol này sẽ là vị trí của máy thu.

## Phương pháp LORAN

LORAN pulse

Trong LORAN, một trạm phát tín hiệu được gọi là trạm chủ "the master", trạm chủ nối với hai trạm con khác (slave hoặc là secondary). Hiệu thời gian giữa trạm chủ và trạm con thứ nhất sẽ xác định được một đường hyperbol, và sự khác biệt thời gian giữa trạm chủ và trạm con thứ hai sẽ xác định được một đường hyperbol khác. Giao điểm của hai đường cong này sẽ cho ra vị trí của máy thu so với vị trí của 3 trạm. Những đường cong trên được gọi là đường TD (time difference line)
Trong thực tế, LORAN được thi hành thành các cụm, hay là "dây xích", thành lập bởi một trạm chủ và ít nhất hai trạm con (có thể đến 3,4,5) có cùng thời gian lặp GRI (group repetition interval) được xác định bằng micro giây. Trạm chủ chuyền đi một dãy các xung sau đó dừng lại trong một khoảng thời gian trước khi lặp lại dãy xung đó.
Trạm con nhận xung từ trạm chủ, sau đó đợi một khoảng thời gian (thời gian trễ) để trạm con mã hóa tín hiệu và truyền đi. Trong một cụm nhất định, mỗi trạm con có thời gian trễ khác nhau, cho phép phân biệt các tín hiệu của trạm con khác nhau. Tuy nhiên trong thực tế máy thu LORAN hiện đại không dựa vào cách phân biệt các trạm con này.

### Cụm LORAN (GRIs)

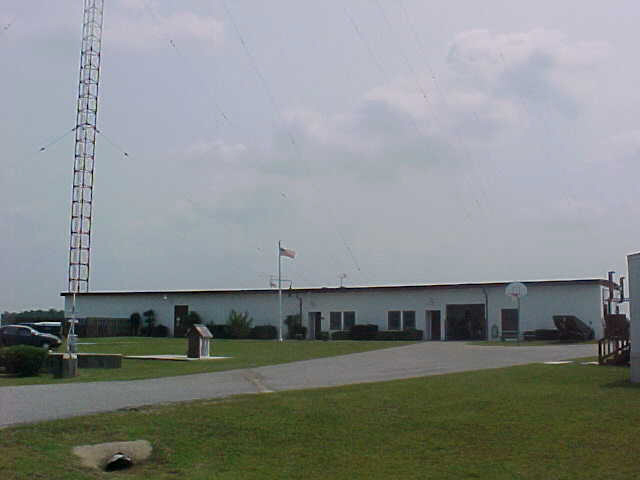
LORAN Station Malone, Malone, Florida Great Lakes chain (GRI 8970)/Southeast U.S. chain (GRI 7980)

Mỗi cụm LORAN trên thế giới sử dụng một số GRI khác nhau, số đó sau khi được nhân lên 10 chính là thời gian mà một chuỗi xung được lặp lại. Mỗi cụm LORAN được gán vào một vị trí nhất định trên mặt đất. (ví dụ: GRI 9960 là thuộc khu vực bắc Mỹ)
Do tính chất của đường cong hyperbol, mỗi sự kết hợp của trạm chủ và các trạm con có cho ra kết quả là một mạng lưới, ở đó các trục cắt nhau ở góc nhọn. Để có một độ chính xác tốt nhất, cần phải sắp xếp mạng lưới định vị sao cho các trục vuông góc với nhau nhất có thể. Khi máy thu đi qua một cụm, sự lựa chọn trạm con mà lúc đầu có đường TD gần vuông góc có thể trở nên nghiêng đáng kể. Kết quả việc chọn một hoặc hai trạm con có thể bị thay đổi để cho đường TD mới gần với góc vuông hơn. Để thực hiện việc này, gần như tất cả các cụm phải có ít nhất từ 3 trạm con, nhiều có thể là 5.

## Bản đồ LORAN

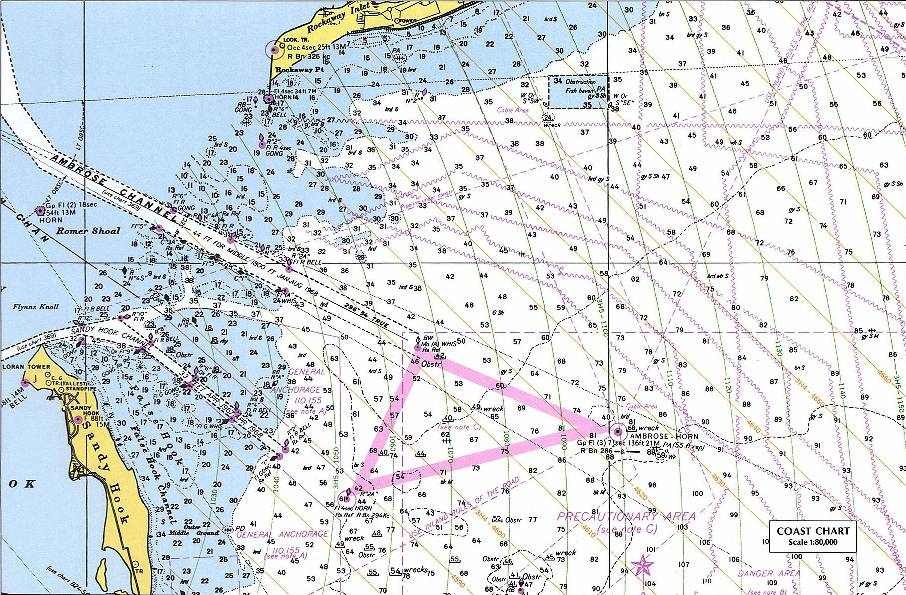
This nautical chart of New York Harbor includes LORAN-A TD lines. Note that the printed lines do not extend into inland waterway areas.

Những bản đồ hằng hải thông thường thường bao gồm những đường TD trên mặt biển. Việc biểu diễn những đường TD cho bởi từng cặp chủ-con được in với những màu khác nhau, và chú thích độ lệch thời gian trên mỗi đường. Trên bản đồ hằng hải, sự biểu thị cho mỗi đường từ máy thu liên quan đến trục và màu sắc có thể tìm thấy ở đáy của bản đồ. Màu trên những bản đồ chính thức cho những trạm và đường thời gian của vị trí không theo một sự thống nhất nào cho mục đích của IHO (International Hydro-graphic Office). Tuy nhiên, bản từng vùng sản xuất có thể tô màu theo một sự thông nhất riêng của vùng đó, thường có ghi chú, quản lý, thông tin được cho trên bản đồ, ngày tháng, độ tin cậy.
Có 3 yếu tố khi mà sự trễ của tín hiệu được tính đến và sự truyền trong quan hệ với LORAN-C.
Yếu tố trực tiếp (primary phase factor PF): Nghĩa là vận tốc truyền tín hiệu trong không khí châm hơn vận tốc truyền trong chân không.
Yếu tố gián tiếp (secondary phase factor SF): Vận tốc truyền tín hiệu chậm đi khi mà truyền trên mặt biển bởi vì tính dẫn của nước biển nhỏ hơn mặt đất.
Yếu tố phụ (additional secondary factors ASF): Bởi vì máy truyền LORAN-C hầu hết nằm trên đất liền, tín hiệu sẽ đi qua một phần trên đất liền và một phần trên biển. ASF có thể được coi như là cả cả phần trên biển và trên mặt đất, tùy vào tính dẫn của từng đoạn trên biển và trong đất liền.
Đối với mục đính của C.H.S. (Canadian Hydrographic Service) bản đồ, yếu tố an toàn được bao gồm trong tất cả sự truyền của các đường hyperbol. Tham khảo ghi chú hoặc tài liệu tin cậy để xác định nếu sự điều chỉnh ASF có được đưa vào trong bản đồ. Đối với những bản đồ mà không được hiệu chỉnh ASF, vẫn có một khả năng để đạt được sự hiệu chỉnh này. Hãy làm quen với thứ này trước khi định vị bằng LORAN-C.
Do sự truyền sóng và giao thoa từ trong những đặc điểm của đất liền và các công trình nhân tạo như nhà cao, sự chính xác của tín hiệu LORAN bị suy giảm ở mức tần số thấp của nó, nhất là ở trong vùng đất liền sâu. Vì vậy trên các bản đồ hằng hải không in bất kì đường TD nào trong những vùng đó để đảm bảo sự tin cậy.
Trên những đường chỉ vị trí đã có (LOP, Lines of Position) trên bản đồ hằng hải, những đường LORAN-C được vẽ có thể là nét liền và sau đó là nét đứt trong cách thể hiện. Phụ thuộc vào văn phòng bản đồ thủy văn học thế giới (International Hydrographic Ofices Chart 1) đường nét đứt có một vài ý nghĩa. Đường đứt không thể không làm lẫn lộn với các ký hiệu khác như một LOP từ một cụm LORAN khác nối tiếp. Có thể tham khảo chú thích để có thông tin chính xác nhất về các ký hiệu trên bản đồ.
Một máy thu LORAN thông thường hiển thị thời gian khác nhau giữa mỗi cặp trạm chủ và một trong hai trạm con được chọn. Số này có thể tìm được trong quan hệ với những đường TD được in trên bản đồ. Máy thu LORAN hiện đại hiển thị kinh độ và vĩ độ thay vì hiển thị sự khác biệt thời gian, và với sự so sánh khác biệt thời gian và điện tử cung cải thiện độ chính xác và hiệu chỉnh vị trí tốt hơn. Cách thức truyền đạt thông thường là Độ, Phút, Giây, hoặc số thập phân luôn cho phép người quan sát vẽ lên bản đồ dễ dàng hơn. Cách thức truyền đạt và sự đo đạc được cung cấp bởi hệ thống LORAN-C phải được hiểu cho việc so sánh nó vào trong một máy tính mà cơ sở là hệ thống bản đồ, để có thể sử dụng được bản đồ hằng hải. Việc đo đạc bản đồ làm mối quan tâm lớn với đặc biệt đối với sự chính xác của việc hiệu chỉnh vị trí. Công việc lập bản đồ (WGS84/NAD) sẽ được chỉ ra trong phần ghi chú bản đồ, có thể là ở dưới phần cuối của bản đồ và có thể được chú thích trước khi sử dụng. Hầu hết các máy thu GPS đều có khả năng thay đổi dữ liệu từ WG84 sang các kiểu khác, cho phép hiệu chỉnh vị trí trên bản đồ của một kiểu dữ liệu khác lên kiểu cũ. Phải luôn thận trọng khi nhận dữ liệu về vị trí từ bất kỳ nguồn điện tử nào khác.
Hệ thống hiện đại sẽ bao gồm LORAN-C trong quyết định thực hiện quá trình hiệu chỉnh vị trí mà GPS hoặc DGPS có thể sai, hoặc rơi vào Dead Reckoning. Một người dẫn đường tốt sẽ hiểu yêu cầu trong trường hợp hệ thông của anh ta rơi vào Dead Reckoning, và hệ thống nào đang sử dụng nguồn để định vị.

## Tính toán thời gian và đồng bộ

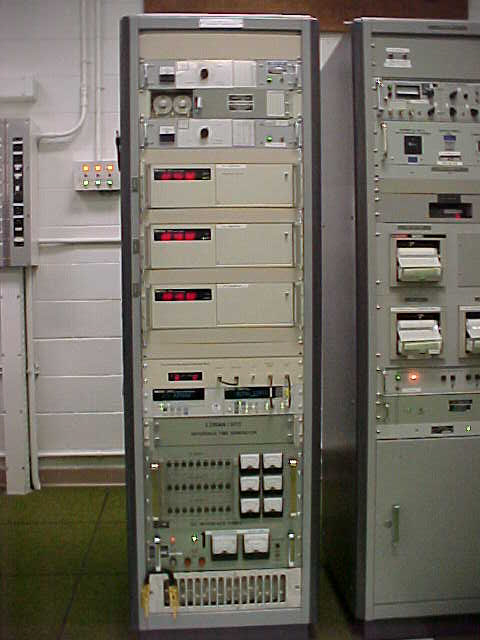
Cesium atomic clocks

Mỗi trạm LORAN được trang bị những hệ thống đặc biệt để tạo ra thời gian chính xác cho những tín hiệu để điều chế sóng truyền đi. Đến 3 đồng hồ nguyên tử được sử dụng để tạo ra tín hiệu 5 Mhz và 1 xung trên giây (1hz), cái mà được sử dụng để tính thời gian tạo ra các GRI khác nhau điều khiển thiết bị phát sóng.
Each U.S.-operated LORAN station is synchronized to within ±100 ns of UTC.

## Máy phát và ăngten

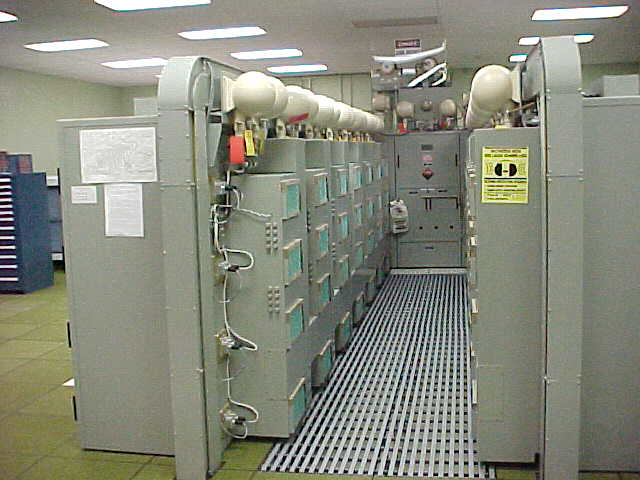
LORAN transmitter bank

Máy phát LORAN-C hoạt động ở mức công suất 100 kW đến 4 mW có thể so sánh với đài phát truyền hình sóng dài. Hầu hết máy phát LORAN-C sử dụng ăngten bức xạ cách li khỏi mặt đất với độ cao 190 đến 200 mét. Ăngten được làm dài cảm ứng và được cung cấp năng lượng bằng những cuộn dây.
Những ăngten sử dụng công suất 1000 kW hoặc cao hơn đôi khi sử dụng những cột rất cao.
Những trạm LORAN-C công suất cao khác như ở George sử dụng bốn ăng ten T nối với 4 cột thành hình vuông.
Tất cả các ăng ten LORAN-C phát ra tín hiệu đẳng hướng. Không giống như vô tuyến sóng dài, trạm LORAN-C không thể sử dụng ăng ten thay thế. Sự khác biệt nhỏ về vật lý của vị trí anten thay thế có thể tạo ra sự khác nhau ở các đường vị trí LOP từ những ăng ten trực tiếp này.

## Giới hạn

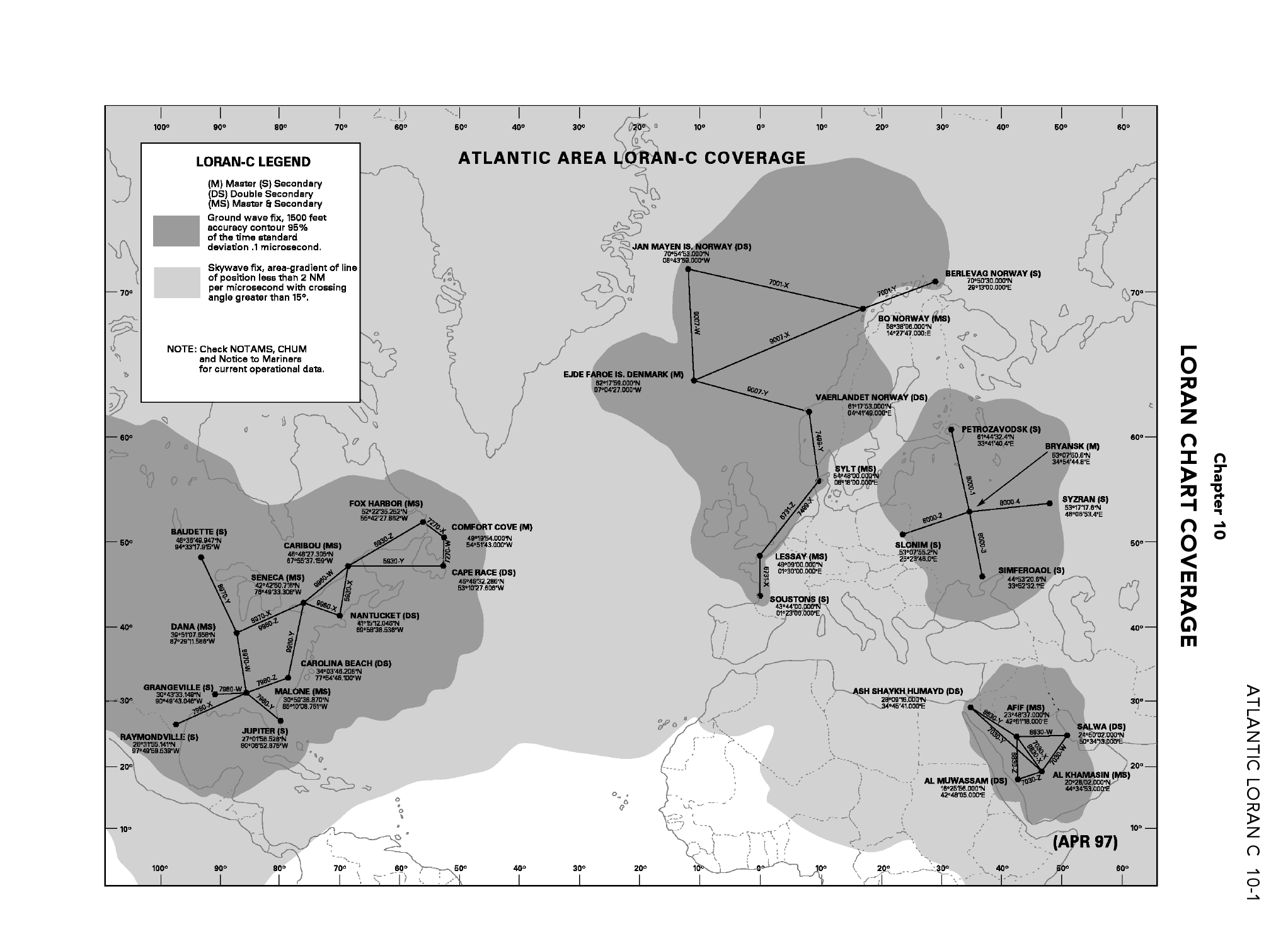
Atlantic Ocean LORAN coverage (2006)
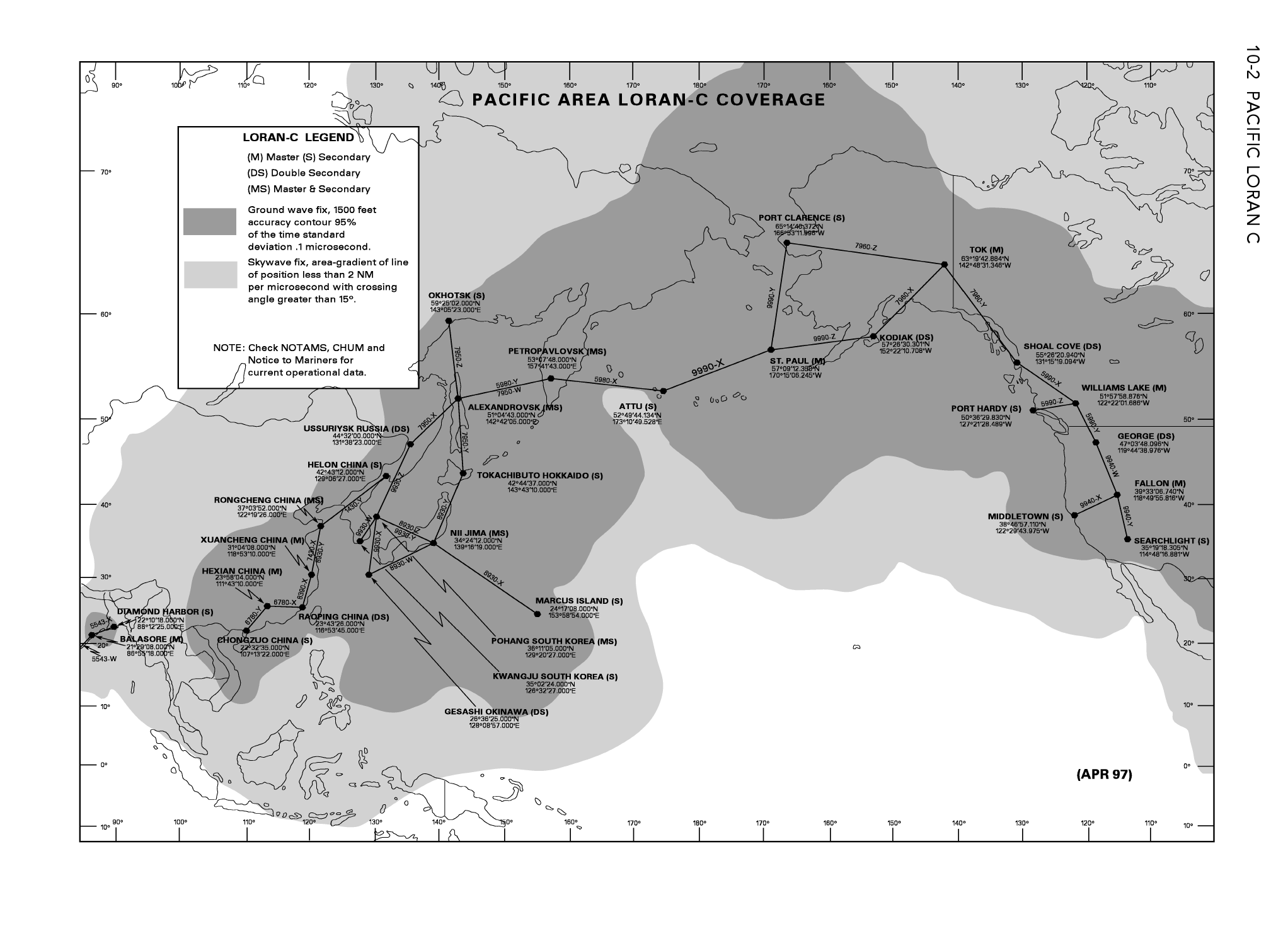
Pacific Ocean LORAN coverage (2006)

LORAN chịu ảnh hưởng của các hiệu ứng điện tử, thời tiết, tầng ion khi mặt trời lặn và mọc. Tín hiệu chính xác nhất là sóng mặt đất, sóng mà truyền theo bề mặt trái đất, lý tưởng là truyền trên mặt biển. Vào buổi tối, khi mà sóng thẳng bầu trời phản lại bởi tầng ion, gây ra vấn đề có nhiều sóng đến theo các đường khác nhau. Sự phản xạ ở tầng ion giải thích cho sự nhiễu trong một chu kỳ. Cũng như các hệ thống radio khác, bão từ trường cũng có một ảnh hưởng nghiêm trọng.
Các trạm phát trên mặt đất của LORAN chỉ bao phủ chắc chắn được một số vùng. Mức độ bao phủ khá tốt ở Bắc Mĩ, châu Âu, châu Á Thái Bình Dương.
LORAN uses ground based transmitters that only cover certain regions. Coverage is quite good in North America, Europe, and the Pacific Rim.
Độ chính xác tuyệt đối của LORAN-C dao động trong khoảng 0,10 đến 0,25 hải lý (185 đến 163 m). Độ chính xác lặp lại tốt hơn rất nhiều, điển hình từ 18 đến 19 m.

## LORAN-A và các hệ thống khác
LORAN-A từng là hệ thống có độ chính xác không cao sử dụng dải sóng trung tần trước khi phát triển hệ thống chính xác hơn là LORAN-C. Tần số truyền đi của LORAN-A là 1750, 1850 kHz, 1900 kHz, và 1950 kHz. LORAN-A tiếp tục hoạt động một phần vì tiềm lực kinh tế của các máy thu và được sử dụng rộng rãi trong dân sự, thương mại. LORAN-B là thời kì so sánh sự thay đổi giữa LORAN-A trong khi LORAN-D là hệ thống tầm ngắn chiến thuật thiết kế cho máy bay ném bom của không quân Hoa Kỳ. LORAN-F là một hệ thống không có hiệu quả. Không có hệ thống nào trong số này được sử dụng lâu dài sau thời kỳ thử nghiệm.
LORAN-A được sử dụng trong chiến tranh Việt Nam để dẫn đường bởi máy bay lớn của Mĩ như C-124, C-130, C-97, HU-16, etc. Máy thu phổ biến trên máy bay của những vùng này là R-65/APN-9 kết hợp được máy thu và ống catot (cathode ray tube, hay CRT) vào làm một thay vì hai cái riêng rẽ ở hệ thống Hệ thống APN-4. APN-9 và APN-4 có nền móng từ chiến tranh thế giới thứ 2 sử dụng trong tàu đánh cá lớn của Hoa Kỳ. Nó rẻ, chính xác và số lượng lớn. Điều trở ngại chính cho sử dụng trên tàu là nó cần công suất của một chiếc máy bay 115 V ở tần số 400 Hz. Vấn đề này được giải quyết ngay lúc đầu bằng cách sử dụng bộ chuyển đổi vòng quay từ 28V một chiều sang 115 V xoay chiều với tần số 400 Hz. Chiếc máy đổi này lớn ồn và cần nhiều năng lượng. Những năm 1960 một vài công ty như Topaz, Linear Systems bán ra thị trường bộ chuyển ở trạng thái rắn đặc biệt là được thiết kế cho những bộ LORAN-A dư thừa để sử dụng cho những thuyền nhỏ mà không có hệ thống điện 24-28 V hoặc thuyền lớn hơn. Bộ chuyển ở trạng thái rắn đã mang lại hiệu quả lớn và rộng rãi, thay thế cho những máy chuyển đổi vòng quay có vấn đề.
LORAN-A cứu được rất nhiều mạng sống bằng cách cung cấp cho những thuyền đang ở trong tình trạng kiệt sức ngoài chính xác thông tin vị trí. Nó còn hướng dẫn rất nhiều thuyền mà chủ nhân của nó thể dò tìm an toàn trong vùng sương mù, cảng hoặc quanh bãi đá ngầm. Giá thành thấp của những máy thu LORAN-A thừa (khoảng 150 đô la) đồng nghĩa với việc rằng rất nhiều thuyền đánh cá nhỏ có thể trang bị thiết bị này, do vậy tăng độ an toàn lên rất nhiều. Những thiết bị LORAN-A thừa phổ biến trên những thuyền đánh cá thương mại, hiếm khi thấy trên các du thuyền. Sự thiếu tinh tế về vẻ bề ngoài chính là yếu tố quyết định.
Pan American World Airways (Pan Am) đã sử dụng APN 9 sớm trên các máy bay Boeing 707.(The World War II surplus APN-9 looked out of place in the modern 707 cockpit, but was needed). Có một bộ R65A APN-9 trưng bày trong bảo tàng tại sân bay quốc tế San Francisco, được sơn màu vàng. Nó là món quà khi về hưu của một đội trưởng Pan Am
Dòng cuối cùng của bộ APN 9 là APN 9A. Một tờ hướng dẫn kỹ thuật USAF cùng với hình ảnh chỉ ra rằng nó có cùng hòm đựng như APN-9 nhưng cơ bản khác nhau mặt trước và mạch bên trong "non-RF-portion". APN-9A có ống chân không mạch lật của mạch chia số vì vậy TD (time delays) giữa tín hiệu trạm chủ và trạm con có thể được chọn trên mặt trước. Những APN-9 cũ hơn yêu cầu người sử dụng phải thực hiện phép đếm ảo của máy đếm thời gian thạch anh trên màn hình và cộng chúng vào để tính TD. APN9A đã không làm nó sử dụng rộng rãi trong quân đội, nếu nó được sử dụng tất cả, nhưng nó đã tồn tại và một tiến bộ điển hình trong kỹ thuật máy thu của LORAN-A của quân đội Hoa Kỳ.
Những năm 1970 một công ty Mỹ SRD Labs ở California đã làm bộ LORAN-A hiện đại với bộ đếm TD số tự động, tự động tìm đường trong một, vì vậy TD có thể tiếp tục cập nhật. Một mẫu SRD khác yêu cầu người sử dụng sắp các tín hiệu trạm chủ và trạm con bằng tay trên màn hình CRT và sau đó pha khóa sẽ giữ chúng và cung cấp cập nhật TD sau đó. Những bộ SRD LORAN-A này sẽ tìm chỉ một cặp của các trạm, cung cấp một LOP (line of póition). Để tiếp tục cập nhật vị trí thì cần hơn một LOP, cần thiết phải sử dụng hai bộ.
LORAN-A đã dừng hoạt động tại Hoa Kỳ vào 31 tháng 12 năm 1980 và hạn chế cho radio không chuyên sử dụng dải 160 met trở lên.
Thời gian lâu sau khi LORAN-A bị dừng, thuyền cá thương mại vẫn sử dụng TD của LORAN-A cũ. Ví dụ: "I am on the 4100 [microsecond] line  in 35 fathoms", ("tôi đang ở đường 41000 micro giây trong 35 sải (1 sải =1,82 m)"). Rất nhiều bộ LORAN-C được kết hợp với bộ chuyển thời gian LORAN-A vì vậy những bộ này LORAN-C có thể được sử dụng đường TD và vị trí của LORAN-A.

## Kênh dữ liệu LORAN (LDC)
Kênh dữ liệu LORAN (LDC) là một kế hoạch đang được thực hiện giữa FAA và USCG để gửi dữ liệu tỉ lệ thấp sử dụng hệ thống LORAN. Tin nhắn được gửi bao gồm thông tin nhận dạng trạm, thời gian tuyệt đối, tin nhắn hiệu chỉnh vị trí. Năm 2001, dữ liệu tương tự với Wide Area Augmentation System (WAAS) GPS tin nhắn hiệu chỉnh được gửi đến như một phần của bài kiểm tra của cụm Alaskan LORAN. Đến tháng 11 năm 2005, kiểm tra tin nhắn sử dụng LDC được phát tại một vài trạm LORAN của Mỹ.
Trong những năm gần đây, LORAN-C được sử dụng ở châu Âu để gửi những vi phân GPS và các tin nhắn khác, tương tự phương pháp truyền tin đã biết là EUROFIX.

## Danh sách các trạm phát LORAN-C

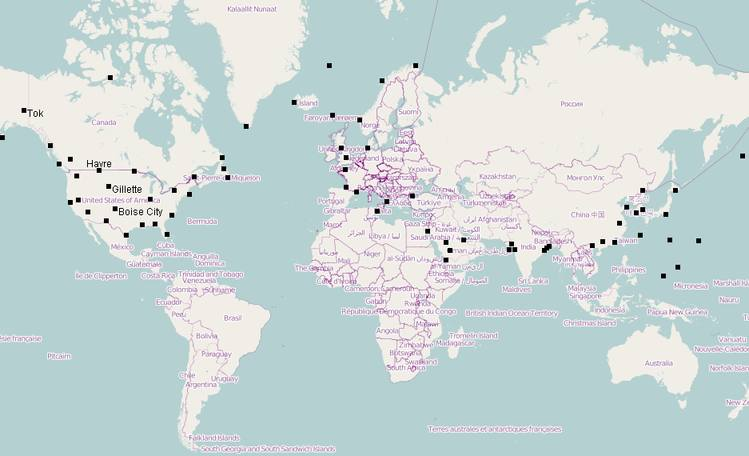
Map of LORAN stations.

Danh sách các trạm phát LORAN-C với ăn ten cao hơn 300 metređược chỉ bên trên các điểm.
| Trạm              | Đất nước      | cụm                                                               | Tọa độ                                                  | Ghi chú                                                                                         |
| ----------------- | ------------- | ----------------------------------------------------------------- | ------------------------------------------------------- | ----------------------------------------------------------------------------------------------- |
| Afif              | Ả Rập Saudi   | Ả Rập Saudi South (GRI 7030) Ả Rập Saudi North (GRI 8830)         | 23°48′36,66″B 42°51′18,17″Đ / 23,8°B 42,85°Đ            | 400 kW                                                                                          |
| Al Khamasin       | Ả Rập Saudi   | Ả Rập Saudi South (GRI 7030) Ả Rập Saudi North (GRI 8830)         | 20°28′2,34″B 44°34′51,9″Đ / 20,46667°B 44,56667°Đ       |                                                                                                 |
| Al Muwassam       | Ả Rập Saudi   | Ả Rập Saudi South (GRI 7030) Ả Rập Saudi North (GRI 8830)         | 16°25′56,87″B 42°48′6,21″Đ / 16,41667°B 42,8°Đ          |                                                                                                 |
| Angissq           | Greenland     | Shutdown on ngày 31 tháng 12 năm 1994                             | 59°59′17,348″B 45°10′26,916″T / 59,98333°B 45,16667°T   | used until ngày 27 tháng 7 năm 1964 a 411.48 metre tower                                        |
| Anthorn           | UK            | Lessay (GRI 6731)                                                 | 54°54′41,949″B 3°16′42,587″T / 54,9°B 3,26667°T         | replacement for transmitter Rugby                                                               |
| Ash Shaykh Humayd | Ả Rập Saudi   | Ả Rập Saudi South (GRI 7030) Ả Rập Saudi North (GRI 8830)         | 28°9′15,87″B 34°45′41,36″Đ / 28,15°B 34,75°Đ            |                                                                                                 |
| Attu Island       | United States | North Pacific (GRI 9990) Russian-American (GRI 5980)              | 52°49′44″B 173°10′49,7″Đ / 52,82889°B 173,16667°Đ       | demolished in August 2010                                                                       |
| Balasore          | Ấn Độ         | Calcutta (GRI 5543)                                               | 21°29′11,02″B 86°55′9,66″Đ / 21,48333°B 86,91667°Đ      |                                                                                                 |
| Barrigada         | Guam          | shut down                                                         | 13°27′50,16″B 144°49′33,4″Đ / 13,45°B 144,81667°Đ       |                                                                                                 |
| Baudette          | United States | North Central U.S. (GRI 8290) Great Lakes (GRI 8970)              | 48°36′49,947″B 94°33′17,915″T / 48,6°B 94,55°T          |                                                                                                 |
| Berlevåg          | Norway        | Bø (GRI 7001)                                                     | 70°50′43,07″B 29°12′16,04″Đ / 70,83333°B 29,2°Đ         |                                                                                                 |
| Billamora         | Ấn Độ         | Bombay (GRI 6042)                                                 | 20°45′42,036″B 73°02′14,482″Đ / 20,75°B 73,03333°Đ      |                                                                                                 |
| Boise City        | United States | Great Lakes (GRI 8970) South Central U.S. (GRI 9610)              | 36°30′20,75″B 102°53′59,4″T / 36,5°B 102,88333°T        |                                                                                                 |
| Bø, Vesterålen    | Norway        | Bø (GRI 7001) Eiði (GRI 9007)                                     | 68°38′6,216″B 14°27′47,35″Đ / 68,63333°B 14,45°Đ        |                                                                                                 |
| Cambridge Bay     | Canada        | shut down                                                         | 69°06′52,84″B 105°00′55,953″T / 69,1°B 105°T            | free-standing lattice tower, used as NDB                                                        |
| Cape Race         | Canada        | Canadian East Coast (GRI 5930) Newfoundland East Coast (GRI 7270) | 46°46′32,74″B 53°10′28,66″T / 46,76667°B 53,16667°T     | used a 411.48 metre tall tower until ngày 2 tháng 2 năm 1993, uses now a 260.3 metre tall tower |
| Caribou, Maine    | United States | Canadian East Coast (GRI 5930) Northeast U.S. (GRI 9960)          | 46°48′27,305″B 67°55′37,159″T / 46,8°B 67,91667°T       |                                                                                                 |
| Carolina Beach    | United States | Southeast U.S. (GRI 7980) Northeast US (GRI 9960)                 | 34°03′46,208″B 77°54′46,1″T / 34,05°B 77,9°T            |                                                                                                 |
| Chongzuo          | China         | China South Sea (GRI 6780)                                        | 22°32′35,8″B 107°13′19″Đ / 22,53333°B 107,22194°Đ       |                                                                                                 |
| Comfort Cove      | Canada        | Newfoundland East Coast (GRI 7270)                                | 49°19′53,65″B 54°51′43,2″T / 49,31667°B 54,85°T         |                                                                                                 |
| Dana              | United States | Great Lakes (GRI 8970) Northeast US (GRI 9960)                    | 39°51′7,64″B 87°29′10,71″T / 39,85°B 87,48333°T         |                                                                                                 |
| Dhrangadhra       | Ấn Độ         | Bombay (GRI 6042)                                                 | 23°0′16,2″B 71°31′37,64″Đ / 23°B 71,51667°Đ             |                                                                                                 |
| Diamond Harbor    | Ấn Độ         | Calcutta (GRI 5543)                                               | 22°10′20,42″B 88°12′15,8″Đ / 22,16667°B 88,2°Đ          |                                                                                                 |
| Eiði              | Faroe Islands | Eiði (GRI 9007)                                                   | 62°17′59,69″B 7°4′25,59″T / 62,28333°B 7,06667°T        |                                                                                                 |
| Estartit          | Spain         | Mediterranean Sea (GRI 7990) (Shut down)                          | 42°3′36,63″B 3°12′16,08″Đ / 42,05°B 3,2°Đ               |                                                                                                 |
| Fallon            | United States | U.S. West Coast (GRI 9940)                                        | 39°33′6,77″B 118°49′55,6″T / 39,55°B 118,81667°T        |                                                                                                 |
| Fox Harbour       | Canada        | Canadian East Coast (GRI 5930) Newfoundland East Coast (GRI 7270) | 52°22′35,29″B 55°42′28,68″T / 52,36667°B 55,7°T         |                                                                                                 |
| George            | United States | Canadian West Coast (GRI 5990)                                    | 47°03′48,096″B 119°44′38,976″T / 47,05°B 119,73333°T    |                                                                                                 |
| Gesashi           | Japan         | North West Pacific (GRI 8930) East Asia (GRI 9930)                | 26°36′25,09″B 128°8′56,94″Đ / 26,6°B 128,13333°Đ        |                                                                                                 |
| Gillette          | United States | North Central U.S. (GRI 8290) South Central U.S. (GRI 9610)       | 44°0′11,21″B 105°37′24″T / 44°B 105,62333°T             |                                                                                                 |
| Grangeville       | United States | Southeast U.S. (GRI 7980) South Central U.S. (GRI 9610)           | 30°43′33,24″B 90°49′43,01″T / 30,71667°B 90,81667°T     |                                                                                                 |
| Havre             | United States | North Central U.S. (GRI 8290)                                     | 48°44′38,58″B 109°58′53,3″T / 48,73333°B 109,96667°T    |                                                                                                 |
| Hellissandur      | Iceland       | shut down on ngày 31 tháng 12 năm 1994                            | 64°54′14,793″B 23°54′47,837″T / 64,9°B 23,9°T           | 411.48 metre tall tower, now used for longwave broadcasting of RÚV on 189 kHz                   |
| Helong            | China         | China North Sea (GRI 7430)                                        | 42°43′11″B 129°6′27,07″Đ / 42,71972°B 129,1°Đ           |                                                                                                 |
| Hexian            | China         | China South Sea (GRI 6780)                                        | 23°58′3,21″B 111°43′9,78″Đ / 23,96667°B 111,71667°Đ     |                                                                                                 |
| Iwo Jima          | Japan         | shut down in September 1993, dismantled                           | 24°48′26,262″B 141°19′34,761″Đ / 24,8°B 141,31667°Đ     | used a 411.48 metre tall tower                                                                  |
| Jan Mayen         | Norway        | Bø (GRI 7001) Ejde (GRI 9007)                                     | 70°54′51,478″B 8°43′56,525″T / 70,9°B 8,71667°T         |                                                                                                 |
| Johnston Island   | United States | shut-down                                                         | 16°44′43,82″B 169°30′30,9″T / 16,73333°B 169,5°T        |                                                                                                 |
| Jupiter           | United States | Southeast U.S. (GRI 7980)                                         | 27°1′58,49″B 80°6′52,83″T / 27,01667°B 80,1°T           |                                                                                                 |
| Kargaburan        | Turkey        | Mediterranean Sea (GRI 7990) (Shut down)                          | 40°58′20,51″B 27°52′1,89″Đ / 40,96667°B 27,86667°Đ      |                                                                                                 |
| Kwang Ju          | South Korea   | East Asia (GRI 9930)                                              | 35°2′23,69″B 126°32′27,2″Đ / 35,03333°B 126,53333°Đ     |                                                                                                 |
| Lampedusa         | Italy         | Mediterranean Sea (GRI 7990) (Shut down)                          | 35°31′22,11″B 12°31′31,06″Đ / 35,51667°B 12,51667°Đ     |                                                                                                 |
| Las Cruces        | United States | South Central U.S. (GRI 9610)                                     | 32°4′18,1″B 106°52′4,32″T / 32,06667°B 106,86667°T      |                                                                                                 |
| Lessay            | France        | Lessay (GRI 6731) Sylt (GRI 7499)                                 | 49°8′55,27″B 1°30′17,03″T / 49,13333°B 1,5°T            |                                                                                                 |
| Loop Head         | Ireland       | Lessay (GRI 6731) Eiði (GRI 9007)                                 | (Never built)                                           | 250 kW                                                                                          |
| Malone            | United States | Southeast U.S. (GRI 7980) Great Lakes (GRI 8970)                  | 30°59′38,87″B 85°10′8,71″T / 30,98333°B 85,16667°T      |                                                                                                 |
| Middletown        | United States | U.S. West Coast (GRI 9940)                                        | 38°46′57,12″B 122°29′43,9″T / 38,76667°B 122,48333°T    |                                                                                                 |
| Minamitorishima   | Japan         | North West Pacific (GRI 8930)                                     | 24°17′8,79″B 153°58′52,2″Đ / 24,28333°B 153,96667°Đ     | used until 1985 a 411.48 metre tall tower                                                       |
| Nantucket         | United States | Canadian East Coast (GRI 5930) Northeast U.S. (GRI 9960)          | 41°15′12,42″B 69°58′38,73″T / 41,25°B 69,96667°T        |                                                                                                 |
| Narrow Cape       | United States | Gulf of Alaska (GRI 7960) North Pacific (GRI 9990)                | 57°26′20,5″B 152°22′10,2″T / 57,43333°B 152,36667°T     |                                                                                                 |
| Niijima           | Japan         | North West Pacific (GRI 8930) East Asia (GRI 9930)                | 34°24′12,06″B 139°16′19,4″Đ / 34,4°B 139,26667°Đ        |                                                                                                 |
| Patpur            | Ấn Độ         | Calcutta (GRI 5543)                                               | 20°26′50,627″B 85°49′38,679″Đ / 20,43333°B 85,81667°Đ   |                                                                                                 |
| Pohang            | South Korea   | North West Pacific (GRI 8930) East Asia (GRI 9930)                | 36°11′5,33″B 129°20′27,4″Đ / 36,18333°B 129,33333°Đ     |                                                                                                 |
| Port Clarence     | United States | Gulf of Alaska (GRI 7960) North Pacific (GRI 9990)                | 65°14′40,372″B 166°53′11,996″T / 65,23333°B 166,88333°T | uses a 411.48 metre tall tower Demolished ngày 28 tháng 4 năm 2010                              |
| Port Hardy        | Canada        | Canadian West Coast (GRI 5990)                                    | 50°36′29,83″B 127°21′28,489″T / 50,6°B 127,35°T         |                                                                                                 |
| Rantum            | Germany       | Lessay (GRI 6731) Sylt (GRI 7499)                                 | 54°48′29,94″B 8°17′36,9″Đ / 54,8°B 8,28333°Đ            |                                                                                                 |
| Raymondville      | United States | Southeast U.S. (GRI 7980) South Central U.S. (GRI 9610)           | 26°31′55,17″B 97°49′59,52″T / 26,51667°B 97,81667°T     |                                                                                                 |
| Raoping           | China         | China South Sea (GRI 6780) China East Sea (GRI 8390)              | 23°43′26,02″B 116°53′44,7″Đ / 23,71667°B 116,88333°Đ    |                                                                                                 |
| Rongcheng         | China         | China North Sea (GRI 7430) China East Sea (GRI 8390)              | 37°03′51,765″B 122°19′25,954″Đ / 37,05°B 122,31667°Đ    |                                                                                                 |
| Rugby             | UK            | Experimental (GRI 6731) Shut down at the end of July 2007         | 52°21′57,893″B 1°11′27,397″T / 52,35°B 1,18333°T        |                                                                                                 |
| Saint Paul        | United States | North Pacific (GRI 9990)                                          | 57°9′12,35″B 170°15′6,06″T / 57,15°B 170,25°T           |                                                                                                 |
| Salwa             | Ả Rập Saudi   | Ả Rập Saudi South (GRI 7030) Ả Rập Saudi North (GRI 8830)         | 24°50′1,46″B 50°34′12,54″Đ / 24,83333°B 50,56667°Đ      |                                                                                                 |
| Searchlight       | United States | South Central U.S. (GRI 9610) U.S. West Coast (GRI 9940)          | 35°19′18,305″B 114°48′16,881″T / 35,31667°B 114,8°T     |                                                                                                 |
| Sellia Marina     | Italy         | Mediterranean Sea (GRI 7990); shut down                           | 38°52′20,72″B 16°43′6,27″Đ / 38,86667°B 16,71667°Đ      |                                                                                                 |
| Seneca            | United States | Great Lakes (GRI 8970) Northeast U.S. (GRI 9960)                  | 42°42′50,716″B 76°49′33,308″T / 42,7°B 76,81667°T       |                                                                                                 |
| Shoal Cove        | United States | Canadian West Coast (GRI 5990) Gulf of Alaska (GRI 7960)          | 55°26′20,94″B 131°15′19,094″T / 55,43333°B 131,25°T     |                                                                                                 |
| Soustons          | France        | Lessay (GRI 6731)                                                 | 43°44′23,21″B 1°22′49,63″T / 43,73333°B 1,36667°T       |                                                                                                 |
| Tok               | United States | Gulf of Alaska (GRI 7960)                                         | 63°19′42,884″B 142°48′31,346″T / 63,31667°B 142,8°T     |                                                                                                 |
| Tokachibuto       | Japan         | Eastern Russia Chayka (GRI 7950) North West Pacific (GRI 8930)    | 42°44′37,2″B 143°43′10,5″Đ / 42,73333°B 143,71667°Đ     |                                                                                                 |
| Upolo Point       | United States | Shut down                                                         | 20°14′51,12″B 155°53′4,34″T / 20,23333°B 155,88333°T    |                                                                                                 |
| Værlandet         | Norway        | Sylt (GRI 7499) Ejde (GRI 9007)                                   | 61°17′49,49″B 4°41′47,05″Đ / 61,28333°B 4,68333°Đ       |                                                                                                 |
| Veraval           | Ấn Độ         | Bombay (GRI 6042)                                                 | 20°57′9,316″B 70°20′11,73″Đ / 20,95°B 70,33333°Đ        |                                                                                                 |
| Williams Lake     | Canada        | Canadian West Coast (GRI 5990) North Central U.S. (GRI 8290)      | 51°57′58,78″B 122°22′1,55″T / 51,95°B 122,36667°T       |                                                                                                 |
| Xuancheng         | China         | China North Sea (GRI 7430) China East Sea (GRI 8390)              | 31°4′8,3″B 118°53′8,78″Đ / 31,06667°B 118,88333°Đ       |                                                                                                 |
| Yap               | Micronesia    | shut down in 1987, dismantled                                     | 9°32′44,76″B 138°9′53,48″Đ / 9,53333°B 138,15°Đ         | used a 304.8 metre tall tower                                                                   |

## Đườn dẫn ngoài
- United States National Institute of Standards and Technology Site Lưu trữ ngày 6 tháng 4 năm 2005 tại Wayback Machine- Using LORAN C for time-keeping.
- European Loran-C network website
- LORAN-C Transmitter (Rantum) trên trang Structurae
- Hellissandur Transmission Tower trên trang Structurae
former LORAN-C transmitter mast, now used for longwave broadcasting
- LORAN-C facility antenna (Gillette, Wyoming) trên trang Structurae
- LORAN-C facility antenna (Port Clarence, Alaska) trên trang Structurae
- http://www.jproc.ca/hyperbolic/loran_a.html More in-depth discussion of the Loran-A system.
- http://www.jproc.ca/hyperbolic/loran_b_d.html Histories of Lorans-B, -D, and "-F".
- Integrated GPS/Loran Prototypes for Aviation Applications Lưu trữ ngày 26 tháng 10 năm 2015 tại Wayback Machine
- Loran-C Introduction: eLoran
- The Migration to Enhanced or eLoran Lưu trữ ngày 21 tháng 7 năm 2011 tại Wayback Machine
- GNSS/eLoran for Timing and Frequency Lưu trữ ngày 27 tháng 9 năm 2007 tại Wayback Machine by Locus, Inc.
- Loran's Capability to Mitigate the Impact of a GPS Outage on GPS Position, Navigation, and Time Applications Lưu trữ ngày 21 tháng 7 năm 2011 tại Wayback Machine by Locus, Inc.
- New Potential of Low-Frequency Radionavigation in the 21st Century Lưu trữ ngày 6 tháng 2 năm 2012 tại Wayback Machine Ph.D. dissertation
- LORAN-C chains in service
- List of active LORAN-C transmitters Lưu trữ ngày 16 tháng 2 năm 2012 tại Wayback Machine
- SDR in action: The last LORAN-C receiver is a technical description of using a software-defined radio to decode LORAN-C signals.
- New UK eLORAN service provision news article Lưu trữ ngày 18 tháng 12 năm 2008 tại Wayback Machine News article re: UK leading the way in eLORAN service provision.
- eLORAN vs Loran-C Lưu trữ ngày 7 tháng 10 năm 2010 tại Wayback Machine at InsideGNSS - Short article describing the innovations in eLORAN.
- History of LORAN
- Dr. G. Linn Roth (tháng 10 năm 1998). "The Case for Loran". International Loran Association. Bản gốc lưu trữ ngày 27 tháng 1 năm 2010. Truy cập ngày 18 tháng 7 năm 2010.